# Toda (Giappone)
Toda (戸田市?, Toda-shi) è una città giapponese della prefettura di Saitama.